# Simplicia caeneusalis
Simplicia caeneusalis là một loài bướm đêm trong họ Noctuidae.